# 王克英
王 克英（おう こくえい、ワーン・コーァイーン、1937年12月 - ）は、中華人民共和国の官僚、政治家。

## 経歴
1937年12月、湖南省臨湘市で生まれる。1898年、華中工学院（現在の華中科技大学）動力工程系水力機械学科を卒業。同年8月、湖南水電研究所機電研究室に入局。1969年4月、中国共産党長沙市委員会弁公室科員に転出。1972年3月、長沙ポンプ工場党委弁公室主任に就任。その後、同場副場長、場長、党委書記を歴任。1983年3月、中国共産党長沙市委員会秘書長に就任。同年12月、長沙市副市長に就任し、中国共産党長沙市委員会秘書長を退く。1985年6月、長沙市党委副書記兼長沙市市長を担当する。1990年8月に湖南省財政庁庁長、党組書記に就任。1991年4月、湖南省副省長に昇格。その後、湖南省常務副省長、湖南省人大常委会副主任、党組副書記を歴任。中国人民政治協商会議湖南省委員会主席第8期大会第4回で2001年1月、王克英が主席に選出された。2010年2月3日に政界から引退した。